# No Love (альбом)
No Love — второй студийный альбом российского рэп-исполнителя Face, выпущенный 10 сентября 2017 года. Всего в пластинку вошло 10 композиций, включая один скит и один бонус-трек, общая длительность которых составляет более двадцати трёх минут.
Премьера альбома состоялась на официальной странице исполнителя во «ВКонтакте», и альбом моментально разошёлся по сети. За сутки запись с No Love перепостили более 27 тысяч раз, тем самым установив новый рекорд.
В феврале 2018 года была выпущена одноимённая коллекция одежды «для самых преданных слушателей».
Сам исполнитель называет этот альбом «абсолютным нокаутом», в то время как EP Revenge и его дебютный альбом Hate Love — это «нокдаун в корпус» и «нокдаун в голову»

## Список композиций
| №                   | Название            | Автор(ы)            | Продюсер(ы)             | Длительность |
| ------------------- | ------------------- | ------------------- | ----------------------- | ------------ |
| 1.                  | «Где тебя нет»      | Иван Дрёмин         | Yusei                   | 1:51         |
| 2.                  | «Я ебал твою тёлку» | Дрёмин              | NoPlugg Marconi PackMan | 2:46         |
| 3.                  | «Номер три»         | Дрёмин              | Dog James               | 2:31         |
| 4.                  | «Красной помадой»   | Дрёмин              | Thundaa                 | 4:07         |
| 5.                  | «Pull Up»           | Дрёмин              | PackMan                 | 2:30         |
| 6.                  | «Восемнадцать»      | Дрёмин              | Regreting               | 2:10         |
| 7.                  | «Ты и сигареты»     | Дрёмин              | Yusei                   | 2:26         |
| 8.                  | «Клетка»            | Дрёмин              | Oculus                  | 1:37         |
| 9.                  | «Enter the Void»    | Дрёмин              | April 8                 | 0:24         |
| 10.                 | «Плётка»            | Дрёмин              | CashMoneyAP             | 2:50         |
| Общая длительность: | Общая длительность: | Общая длительность: | Общая длительность:     | 23:12        |

## Реакция

### The Flow
Хип-хоп-портал The Flow поместил альбом на 27 строчку в списке «50 лучших отечественных альбомов 2017».

### Apelzin
По мнению рецензента музыкального журнала Apelzin Максима Санеева, творчество Face цепляет своей ритмикой, строчками и припевом, который сложно выбросить из головы. Критик отмечает, что, несмотря на заметную разницу между композициями, альбом не выглядит сборкой, а тема «No Love» пронизывает каждую песню, обличая одиночество, которое сопровождало Дрёмина при написании альбома.

### Афиша Daily
Рецензент журнала Афиша Daily Руслан Муннибаев считает, что альбом, несмотря на огромную популярность в соцсетях, представляет собой музыкально примитивную и лирически отвратительную работу. По его словам, текст полон шокирующих образов и обсценной лексики, отражающих подростковый бунт и эпатаж. Успех альбома объясняется именно этой провокационностью, вызывающей одновременно негативную реакцию у старшего поколения и восторг у молодых слушателей. По мнению критика, это явление, подобное подростковому периоду или болезни, которое со временем пройдёт.

## Чарты
| Год  | Чарты              | Высшая позиция |
| ---- | ------------------ | -------------- |
| 2017 | Россия (Deezer)    | 6              |
| 2022 | Украина (Spotify)  | 70             |
| 2024 | Беларусь (Spotify) | 86             |

| Год  | Чарты              | Песня               | Высшая позиция |
| ---- | ------------------ | ------------------- | -------------- |
| 2017 | Россия (ВКонтакте) | «Я ебал твою тёлку» | 17             |
| 2017 | Россия (ВКонтакте) | «Pull Up»           | 26             |
| 2017 | Россия (ВКонтакте) | «Где тебя нет»      | 29             |
| 2022 | Беларусь (Spotify) | «Ты и сигареты»     | 113            |
| 2023 | Беларусь (Spotify) | «Ты и сигареты»     | 101            |
| 2024 | Беларусь (Spotify) | «Ты и сигареты»     | 59             |
| 2024 | Украина (Spotify)  | «Ты и сигареты»     | 157            |
| 2025 | Литва (Deezer)     | «Pull Up»           | 93             |